# Št. Janž pri Radljah
Št. Janž pri Radljah is een plaats in Slovenië en maakt deel uit van de gemeente Radlje ob Dravi in de NUTS-3-regio Koroška. De plaats telde 296 inwoners op 1 januari 2020.